# Suíça nos Jogos Olímpicos de Verão de 1920
A Suíça nos Jogos Olímpicos de Verão de 1920, em Antuérpia, na Bélgica competiu representado por 77 atletas masculinos, que disputaram provas de quarenta e cinco modalidades esportivas de treze esportes diferentes, conquistando um total de 11 medalhas, sendo 2 de ouro, duas de prata e sete de bronze. 
Esta foi a sexta aparição do país nos jogos. Desta vez o país terminou a competição em 13º lugar no quadro geral de medalhas.

## Medalists

### Ouro
- Willy Brüderlin, Max Rudolf, Paul Rudolf, Hans Walter e Paul Staub — Remo;
- Robert Roth — Lutas

### Prata
- Fritz Hünenberger — Lutas
- Charles Courant — Lutas

### Bronze
- Édouard Candeveau, Alfred Felber e Paul Piaget — Remo;
- Fritz Zulauf — Tiro
- Fritz Kuchen, Albert Tröndle, Arnold Rösli, Walter Lienhard e Caspar Widmer — Tiro
- Fritz Zulauf, Joseph Jehle, Gustave Amoudruz, Hans Egli e Domenico Giambonini — Tiro
- Fritz Kuchen — Tiro
- Fritz Kuchen, Albert Tröndle, Arnold Rösli, Caspar Widmer e Jacob Reich — Tiro
- Eugène Ryther — Lutas